# Stralsund
Stralsund (phát âm tiếng Đức: [ˈʃtʁaːlzʊnt] ⓘ; Thụy Điển: Strålsund), tên chính thức là Thành phố Liên minh Hanse Stralsund (Đức: Hansestadt Stralsund) là một thành phố ở Pomerania, bang Mecklenburg-Vorpommern, Đức. Nó nằm ở bờ biển phía nam của Strelasund, một dải nước hẹp (sound) thuộc biển Baltic, ngăn cách đảo Rügen với đất liền.
Giao lộ Strelasund với hai cây cầu và một số chuyến phà kết nối Stralsund với Rügen. Thành phố Tây Pomerania là thủ phủ của huyện Vorpommern-Rügen kể từ khi cải cách hành chính năm 2011. Đây là thành phố lớn thứ tư của bang  và cùng với Greifswald, Stralsund tạo thành Oberzentrum, một trong bốn trung tâm đô thị cao của khu vực.
Stralsund được cấp quyền thành phố vào năm 1234 và là một trong những thành viên thịnh vượng nhất của liên minh Hanse thời Trung Cổ. Năm 1628, trong Chiến tranh Ba Mươi Năm, thành phố nằm dưới sự cai trị của Thụy Điển sau Cuộc vây hãm Stralsund cho đến khi có những biến động trong Các cuộc chiến tranh của Napoléon. Từ năm 1815 đến 1945, Stralsund là một phần của Phổ. Từ năm 2002, khu phố cổ Stralsund với nhiều di sản phong phú được UNESCO công nhận là Di sản thế giới cùng với Wismar ở Mecklenburg.
Các ngành công nghiệp chính của Stralsund là đóng tàu, đánh bắt cá, cơ khí cùng với sự phát triển ngày càng mạnh mẽ các ngành du lịch, khoa học đời sống, dịch vụ, công nghệ cao, đặc biệt là công nghệ thông tin và công nghệ sinh học.

## Địa lý
Thành phố Stralsund nằm ở đông bắc nước Đức, trong vùng Tây Pomerania thuộc bang Mecklenburg-Vorpommern. Stralsund nằm ở phía tây nam của Rügen, hòn đảo lớn nhất nước Đức. Nó bị ngăn cách với đất liền bởi một dải nước hẹp tên là Strelasund.
Lượng mưa hàng năm của nó là 656 mm (25,8 in) và tương đối thấp. Tháng khô nhất trong năm là tháng 2, trong khi lượng mưa lớn nhất là trong tháng 7. Lượng mưa thay đổi tương đối vừa phải trong năm.